# Stato Kayah
Lo Stato Kayah (anche chiamato Stato Karenni) è uno Stato della Birmania. Situato nel Myanmar orientale, confina a nord con lo Stato Shan, ad est con la Thailandia e a sud e ad ovest dallo Stato Kayin. È esteso per di 11.670 km². La relativa capitale è Loikaw. La popolazione nel 1998 era di circa 207.357 individui, secondo l'UNICEF. È abitato soprattutto dal gruppo etnico dei Karenni, anche conosciuti come Karen rossi o Kayah. Le donne di etnia Kayah (anche chiamate Palaung) sono conosciute anche come "donne giraffa" per l'usanza di portare una serie di anelli di metallo al collo e alle caviglie, simbolo di bellezza e prosperità.
L'unico centro di rilievo è costituito dal capoluogo Loikaw situato vicino al confine nord.
Dal punto di vista amministrativo, lo Stato è costituito da 2 distretti (Bawlakhe e Loikaw) e 7 townships.